# نيكولا ميلوتينوف
نيكولا ميلوتينوف (بالصربية: Никола Милутинов) مواليد 30 ديسمبر 1994 في نوفي ساد، صربيا والجبل الأسود، هو لاعب كرة سلة صربي. بدأ مسيرته الاحترافية في سنة 2011. تم اختياره من قبل فريق سان أنطونيو سبرز خلال الدرافت. يحمل الرقم 11. لعب مع نادي بارتيزان لكرة السلة ونادي أولمبياكوس لكرة السلة.

## إحصائيات المسيرة

### الدوري الأوروبي
| السنة   | الفريق                     | لعب | بدأ | دقيقة | ميداني% | ثلاثية | حرة  | ارتداد | صنع | استلاب | تصدي | نقطة | أداء |
| ------- | -------------------------- | --- | --- | ----- | ------- | ------ | ---- | ------ | --- | ------ | ---- | ---- | ---- |
| 2012–13 | نادي بارتيزان لكرة السلة   | 8   | 1   | 7.3   | .556    | .000   | .750 | 1.4    | .1  | .1     | .3   | 3.3  | 2.9  |
| 2013–14 | نادي بارتيزان لكرة السلة   | 21  | 16  | 20.3  | .513    | .000   | .640 | 3.3    | 1.0 | .2     | .6   | 4.7  | 4.4  |
| 2015–16 | نادي أولمبياكوس لكرة السلة | 18  | 13  | 10.9  | .542    | .000   | .778 | 2.7    | .3  | .3     | .7   | 3.7  | 4.1  |
| المسيرة |                            | 47  | 31  | 14.5  | .527    | .000   | .706 | 2.8    | .6  | .2     | .6   | 4.0  | 4.0  |

## روابط خارجية
- نيكولا ميلوتينوف على موقع الاتحاد الدولي لكرة السلة (الإنجليزية)
- نيكولا ميلوتينوف على موقع الدوري الأوروبي لكرة السلة (الإنجليزية)
- نيكولا ميلوتينوف على موقع سبورتس رفرنس (الإنجليزية)
- نيكولا ميلوتينوف على موقع كرة السلة الأوروبية.كوم (الإنجليزية)
- نيكولا ميلوتينوف على موقع DraftExpress.com (الإنجليزية)
- نيكولا ميلوتينوف على موقع ريلجم (الإنجليزية)
- نيكولا ميلوتينوف على موقع بروبوليرز (الإنجليزية)
- نيكولا ميلوتينوف على موقع سبورتس رفرنس (الإنجليزية)